# Eristalis japonica
Eristalis japonica är en tvåvingeart som beskrevs av Van der Goot 1964. Eristalis japonica ingår i släktet slamflugor, och familjen blomflugor. Inga underarter finns listade i Catalogue of Life.